# Зарданашен
Зарданашен (вірм. Զարդանաշեն, азерб. Zərdanaşen) — село у Ходжавендському районі Азербайджану (до 2020 де-факто у Мартунинському районі Нагірно-Карабаської Республіки). Село розташоване поруч за 3 км на захід від села Тахавард, за 3 км на південний захід від села Сарґсашен та за 3 км на південний схід від села Мошхмгат сусіднього Аскеранського району.